# مقابلة (كتب)
بلغ المقابلة (ورمزها: بلغة) عبارة تجعل في متم الكتاب أو هامش صفحاته حتى يعلم أن مقابلة الكتاب مقابلة صحيحة ومقبولة. والمقابلة من قولهم قابل الكتاب بالكتاب أي عارضه به معارضة، ومعناهما النظر في نسختين من كتاب ومبلغ تطابقهما.